# Taranuiaster
Taranuiaster is een geslacht van zeesterren uit de familie Asteriidae.

## Soort
- Taranuiaster novaezealandiae McKnight, 1973